# Neuberg (hrad)

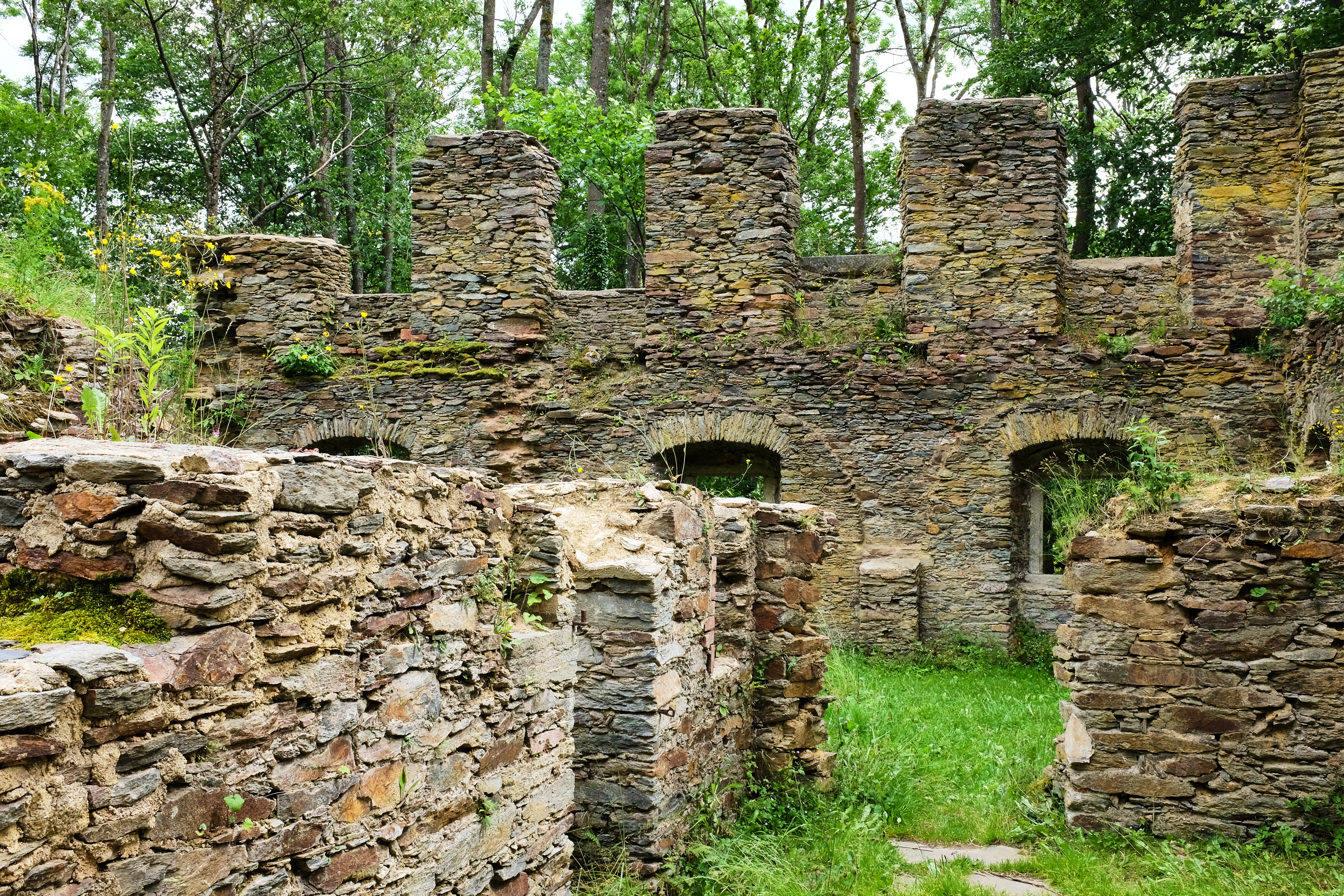
Ruiny zámku, který byl stavěn z materiálů vyhořelého hradu Neuberg

Neuberg (někdy také Neuberk nebo Najperk) je hradní zřícenina, která je nejstarší památkou na Ašsku. Nachází se v obci Podhradí u Aše v okrese Cheb. Do dnešní doby se zachovala pouze 22 metrů vysoká kruhová věž.

## Historie
Hrad Neuberg byl založen šlechtickým rodem z Neubergu (Neippergu) pravděpodobně na počátku 13. století. První písemná zmínka o něm však pochází až z roku 1288, kdy jej po smrti Albrechta z Neuberga získali od císaře Rudolfa Habsburského páni z Plavna. Ti jej okamžitě navrátili zpět Neubergům. Hrad byl později poškozen vojsky krále Karla IV., když jeho majitelé využívali strategickou polohu hradu v blízkosti obchodních cest do Saska k loupežím. Od roku 1344 začali veškerý majetek Neubergů na Ašsku postupně skupovat Zedtwitzové, kteří byli s Neubergy spřízněni. Hrad Neuberg získal Konrád z Zedtwitz v roce 1395 poté, co se oženil s Hedvikou z Neubergu. Zikmund Lucemburský dal v roce 1422 Zedtwitzkému panství nezávislost na Chebu, pravděpodobně jako díky za to, že se neúčastnili husitských válek. Osamostatnění od Chebu změnilo ráz života na Ašsku. Hlavně co se náboženství týče. Prosazovat se zde začalo luteránství, které později získalo nejsilnější vliv. V blízkosti hradu byl v 15. století postaven kostel Dobrého pastýře. V roce 1610 hrad Neuberg vyhořel. Do té doby sloužil jako centrální sídlo Zedtwitzů, ze kterého vládli celému Ašskému výběžku. Poté se Zedtwitzové rozdělili, a přestěhovali se do nových zámků v Kopaninách, Doubravě, Smrčině a v Podhradí. Právě ke stavbě zámku v Podhradí, který stál v bezprostřední blízkosti Neubergu, byly použity materiály ze zničeného hradu. Původní vzhled hradu tedy není znám. Do dnešní doby se zachovala pouze 22 metrů vysoká věž, stojící na 29,5 metrů vysokém ostrohu. Obvod věže je 19,2 metru.

## Současný stav
Poté, co zámek v roce 1902 vyhořel a již nebyl nikdy rekonstruován, zůstal areál hradu a zámku bez známek zájmu města i státu. Stal se objektem vandalů a hledačů pokladů. O alespoň záchraně zbytků hradu a trosek zámku se začalo diskutovat teprve v 90. letech 20. století, a teprve až po roce 2000 se začalo s postupnými opravami.